# 통영 추도 후박나무
추도의 후박나무는 대한민국의 천연기념물이다.